# Oficerska Szkoła Wojsk Ochrony Pogranicza
Oficerska Szkoła Wojsk Ochrony Pogranicza (OSWOP) – zlikwidowana szkoła kształcąca kandydatów na oficerów Wojsk Ochrony Pogranicza.

## Historia szkoły
Oficerska Szkoła Wojsk Ochrony Pogranicza JW 5216 (Rozkaz NDWP Nr 0210/Org. z 23 listopada 1946) została utworzona w sierpniu 1949 w miejsce rozformowanego Centrum Wyszkolenia Ochrony Pogranicza. Szkoła podlegała Głównemu Inspektoratowi Ochrony Pogranicza w Warszawie. We wrześniu siedzibę szkoły przeniesiono z Ostródy do Kętrzyna.
Pierwsza promocja odbyła się 22 grudnia 1949. Promocji dokonał wiceminister bezpieczeństwa publicznego, gen. bryg. Konrad Świetlik.

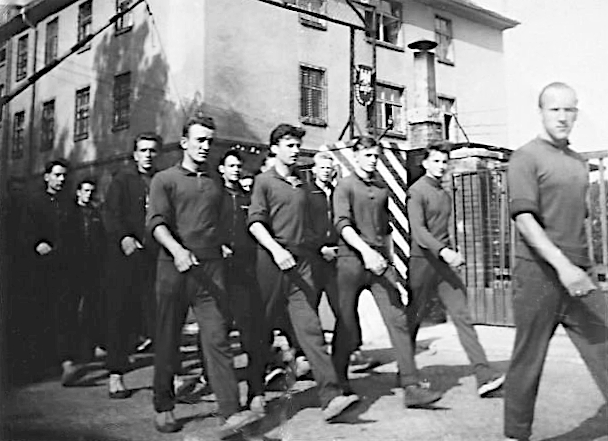
Podchorążowie podczas przemarszu na zajęcia sportowe. Pierwszy rząd: 1. z lewej pchor. Anzelm Wrzosek (1955-1959)

W 1950 do etatu szkoły wprowadzono ambulans sanitarny i etat oficerów zwiadu w CW MBP. Zwiększono także liczbę etatów w innych komórkach organizacyjnych. Określono liczbę batalionów szkolnych podchorążych na dwa. W rezultacie etat szkoły wzrósł do 339 etatów stałych i 642 etatów zmiennych.
W 1951, w Wydziale Wyszkolenia, zamiast dotychczasowych trzech cykli szkoleniowych utworzono sześć: wyszkolenia granicznego, wyszkolenia politycznego, ogólnowojskowy, ogniowy, wyszkolenia zwiadowczego i ogólnokształcący. Wprowadzono do etatu szkoły ambulans weterynaryjny, sekcję uzbrojenia i sekcję finansową. Liczbę batalionów szkolnych zwiększono do czterech. Stan etatowy szkoły wzrósł do 367 etatów stałych i 832 etatów zmiennych
Początkowo podchorążych kształcono w trybie dwuletnim, a do 1953 przedłużono okres nauki do trzech lat.
W 1954 zmniejszono liczbę batalionów szkolnych podchorążych z czterech do trzech i wprowadzono pluton szkolny obrony przeciwchemicznej. Stan  etatowy szkoły wynosił 369 etatów stałych.

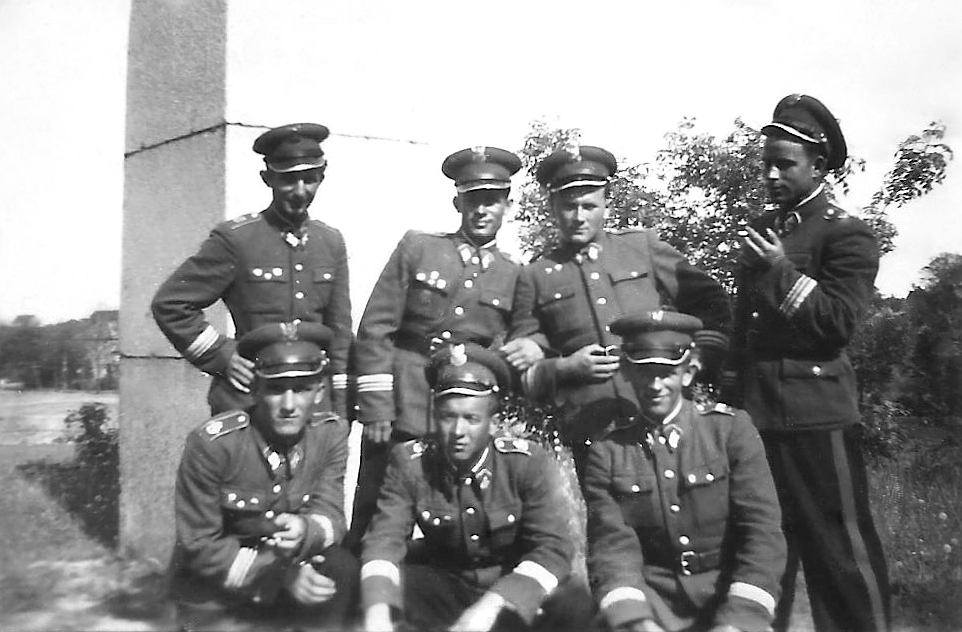
Podchorążowie III roku Oficerskiej Szkoły WOP. Pierwszy rząd: 1. z lewej pchor. Anzelm Wrzosek (1955-1959)

W 1956, zamiast trzech batalionów, wprowadzono trzy kompanie szkolne podchorążych. Zlikwidowano Cykl Wyszkolenia Zwiadowczego. Odtworzono go w 1959.
W 1961 roku dowództwo posiadało kryptonim Tęcza.
W 1962 szkoła otrzymała sztandar nadany przez Radę Państwa. Uroczystość wręczenia odbyła się 27 września 1962. Sztandar wręczył dowódca WOP, gen. bryg. Eugeniusz Dostojewski, a przyjął komendant szkoły, płk Zbigniew Furgała.
W 1967 podjęto decyzję o przekształceniu szkół oficerskich Wojska Polskiego na wyższe szkoły oficerskie o czteroletnim profilu nauczania. Kształcenie kadr oficerskich dla WOP powierzono Wyższej Szkole Oficerskiej Wojsk Zmechanizowanych. W związku z tym, w 1968 Oficerską Szkołę WOP rozformowano. W 1969 miała miejsce w Kętrzynie ostatnia, 18 promocja podchorążych OS WOP. Szkoła wykształciła około 3000 oficerów Wojsk Ochrony Pogranicza.
W 1970 w Kętrzynie utworzono Ośrodek Szkolenia Wojsk Wewnętrznych, a w 1972 utworzono  Ośrodek Szkolenia Wojsk Ochrony Pogranicza. W 1980 Ośrodek Szkolenia WOP został przeformowany na Centrum Szkolenia Wojsk Ochrony Pogranicza.

## Struktura szkoły (1951)
- Komenda szkoły
- Wydział polityczny
- Wydział wyszkolenia
  - Cykl wyszkolenia granicznego
  - Cykl wyszkolenia zwiadowczego
  - Cykl wyszkolenia ogniowego

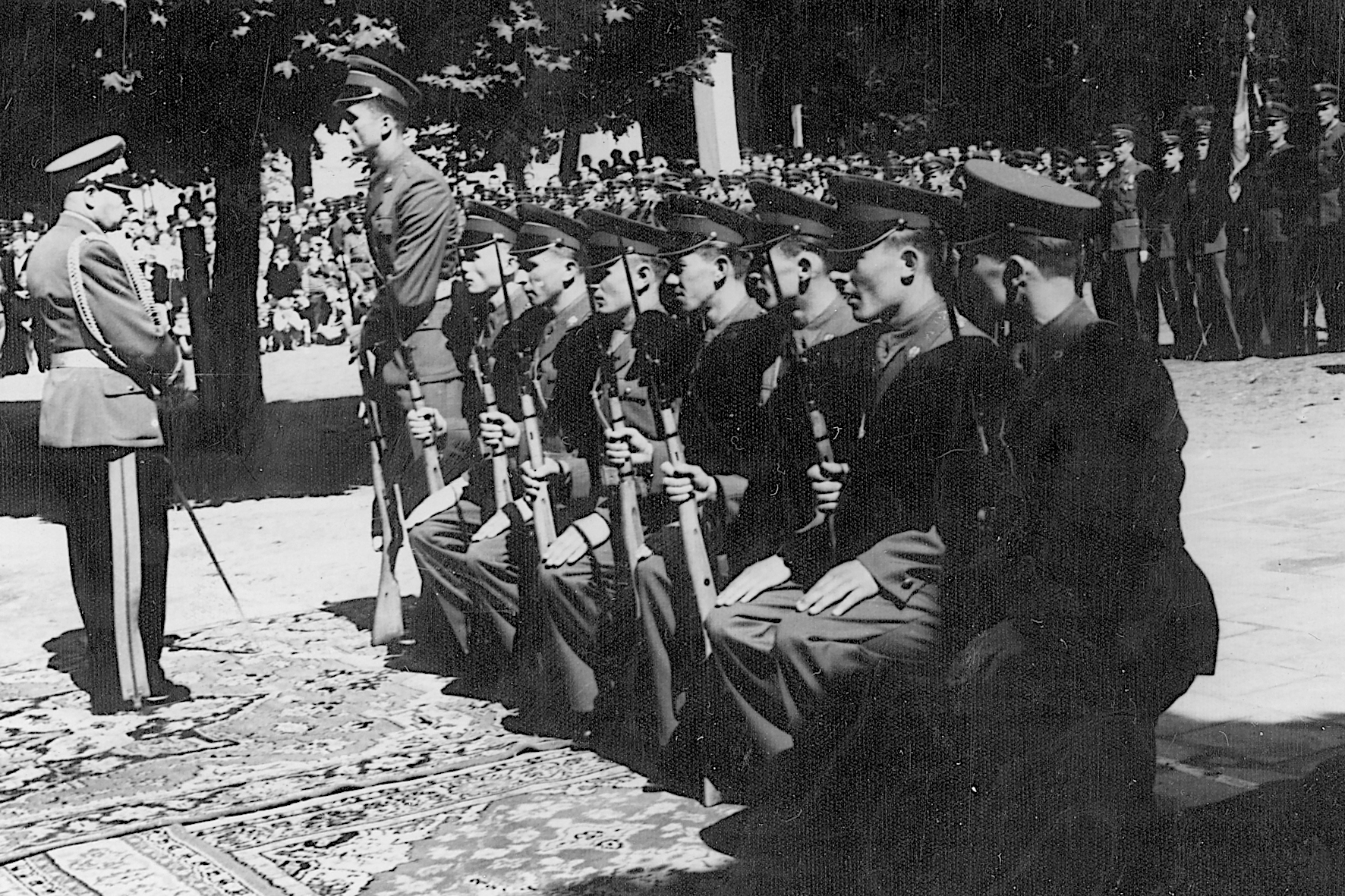
Promocja w roku 1958, promuje gen. bryg. Wacław Komar. 2. od prawej pchor. Ryszard Bartoszewicz (1958)

  - Cykl wyszkolenia ogólnowojskowego
  - Cykl wyszkolenia politycznego
  - Cykl wyszkolenia ogólnokształcącego
- Pododdziały szkolne i kursy
- Kwatermistrzostwo.

## Komendanci szkoły
- płk Wilhelm Weber[5]
- ppłk Mikołaj Alizarczyk (1949–1951)
- płk Aleksy Romanow (1951–1955)[3]
- ppłk Michał Kobylański (1955–1959)
- płk Sylwester Kościak (1959–1960)
- płk Franciszek Sawicki (1960–1961)
- płk Zbigniew Furgała (1961–1966)
- płk Jerzy Okrzeja (1966–1967).